# Kittie
Kittie или KiTTiE (с англ. — «Киска») — канадская метал-группа, основанная в 1996 году в городе Лондон, Онтарио. С момента своего основания Kittie выпустили семь студийных альбомов, один видеоальбом, четыре мини-альбома, один сборник, один демо-альбом семнадцать синглов и восемнадцать музыкальных клипов. Группа выбрала «Kittie» в качестве названия своей группы, потому что название «казалось противоречивым».
Kittie образовались в 1996 году, когда Фэллон Боуман и Мерседес Ландер познакомились в школьном спортзале. Морган Ландер стала ведущей вокалисткой и одной из гитаристок Kittie, а Таня Кэндлер укомплектовала состав группы взяв на себя роль бас-гитаристки. После подписания контракта с NG Records Kittie выпустили свой дебютный альбом Spit, который получил золотой статус от RIAA, разойдясь по меньшей мере 600 000 тиражом в Соединённых Штатах. Группа выпустила второй по счёту альбом Oracle в 2001 году, а третий, Until the End, в 2004 году. В 2005 году Kittie покинули Artemis Records и создали свой собственный лейбл. Вскоре группа выпустила следующий релиз Funeral for Yesterday в 2007 году и подписала контракт с Entertainment One Music в 2009 году. Группа выпускает пятый студийный альбом In the Black 2009 году, а вслед за ним I've Failed You в 2011-м. В 2014 году Kittie сняли документальный фильм, посвященный 20-летию группы. В июле 2024 года Kittie выпустили седьмой студийный альбом Fire.

## История
Группа Kittie родом из города Лондон, провинция Онтарио, Канада. Началось всё ещё в старших классах школы. Мерседес (ударные) и Фэллон (гитара, бэк-вокал) встретились на занятиях по физкультуре в 1996 году. Результатом этой встречи стали постоянные музицирования вместе.
На тот момент они находились под влиянием таких групп, как Silverchair и Nirvana. Затем к ним присоединилась Морган (сестра Мерседес, а также гитара и основной вокал Kittie). После недолгих раздумий была приглашена Таня (бас), и так родилась группа Kittie.
В сентябре 1999 года Таня покидает коллектив, и на её место приходит Талена Атфилд. Таня написала и исполняла оригинальную версию (не нынешнюю) песни «Paperdoll», которую можно найти на ранних демо группы. В настоящий момент Таня играет в Candy Darlings.
Успеху Kittie способствовала их необычность и оригинальность. Ведь очень трудно предположить, какую музыку могут играть девушки. Второй составляющей роста их популярности стало их участие в туре по штатам на разогреве у Slipknot, а также участие в фестивале Ozzfest’2000, куда они были приглашены в первую очередь. А также песня «Spit» была использована в рекламном ролике видеоигры «ECW: Hardcore Revolution».
Также участницы не танцуют полуобнажёнными в холлах своих школ и не собираются использовать пластическую хирургию для того, чтобы продажи альбомов стали фантастическими. «Я не собираюсь петь „Hit me baby, one more time!“, так как мы более зрелые», — говорит вокалистка Морган Ландер.
Взамен канадский подростковый квартет представляет свою музыку с той грубой действительностью, которая покрывает их реальность. В итоге звук получается очень жестким, но именно таким и является мир, в котором они живут, и Kittie не видят потребности в приукрашивании. «Если от нас ожидают чего-то вроде Spice Girls, то никто этого не получит… Людям нужно привыкать к повседневности, к тому пути, по которому они не идут, и часто убивают себя или других людей из-за таких случаев, как, к примеру, потеря отца или матери», — добавляет барабанщица Мерседес.
«После прослушивания песен „Spit“, „Suck“ и „Choke“ у большинства складывается впечатление, что они просто о лёгком поведении и парнях, но вам нужно посмотреть глубже и вдуматься в тексты, чтобы понять, откуда всё это пришло», — подчёркивает Морган. — «Например, песня „Do You Think I’m A Whore?“ о том, как я воспринимаю себя, и как другие люди воспринимают меня. Очень часто я думаю о том, что люди не понимают того, что мы делаем, и с чего всё началось».
«Мы очень экспрессивны, а люди этого не ожидают», — продолжает Мерседес. — «Поэтому „Spit“ является моей любимой песней. Люди ждут, что мы лажанёмся, а мы выходим на сцену и даём жару. Они просто стоят с открытыми ртами и обламываются».
Фэллон, сочинившая песню «Choke», эмоциональный ответ предательству, комментирует её смысл: «Эта песня о ком-то, кто говорит вам, что любит, ставит вас на пьедестал, а затем просто отворачивается и посылает».
Kittie удачно совмещают жёсткую музыку и агрессивные тексты, смысл которых лежит намного глубже, чем можно предположить по их названию. Например, «Paperdoll» — с виду наименее наводящее на размышления название.
Морган поясняет: «Этой песней мы хотим разрушить идею о том, что большинство мужчин видят в женщинах обыкновенных кукол. Мы выше этого!»
Когда Мерседес и Фэллон встретились в гимнастическом зале, они начали играть каверы групп Nirvana и Silverchair вместе с Morgan. С тех пор Mercedes сообщает, что она выросла «примерно на семь дюймов», а Фаллон уже не стремится стать второй Мэрайей Кэри. «Я нашла клёвую музыку», — говорит гитаристка. Kittie выросли из «Вау, давайте сыграем вместе!» в созидание своего, утончённого образа. «Мы просто устали от того, что все похожи друг на друга. Мы не хотели выглядеть грязными, но в то же время и не хотели соответствовать остальным. Мы хотели создать что-то особенное», — говорит Фэллон. — «Наша группа старается делать свою музыку и прокладывать новую дорогу. Это абсолютно естественно. Мы действительно не ломаем голову над вопросом: „Как зазвучать особенно?“ — это получается само собой. Для нас это нормально». Бритни Спирс сейчас — это тоже норма. «Мы ничего не говорили плохого о ней», — разъясняет Мерседес. «Мы её уважаем, но не хотим быть, как она! Вот и всё».
«Сравнение нас с ней подобно чёрному и белому. Просто мы играем метал!», — Морган Ландер
Фэллон Боуман покинула группу в 2001 году и основала собственный проект Amphibious Assault. Некоторое время группа Kittie представляла собой дуэт сестёр Ландер с сессионными басисткой и гитаристкой (чисто женский состав поддерживался). В 2005 году эти позиции наконец были закреплены за Триш Доан и Тарой МакЛеод соответственно.
В 2008 году, 10 ноября, группа дала свой долгожданный концерт в Москве в клубе «Plan B».
Пятый альбом под названием «In The Black» вышел 15 сентября 2009 года.
Новый альбом группы под названием «I’ve Failed You» вышел 30 августа 2011 года на лейбле E1 Music.
В начале 2014 года Kittie разместили информацию о секретном проекте, который был в разработке, на своей странице в Facebook. 8 марта группа разместила на своем Facebook и Instagram фотографии прошлых и нынешних членов вместе в одной комнате с камерой. 28 марта 2014 года Kittie запустили кампанию Indiegogo в честь предстоящего 20-летия группы, с документальным фильмом на DVD с участием прошлых и нынешних участников и книгой "Расскажи все". Их цель в 20 000 долларов была достигнута за восемь часов. Кампания завершилась 28 апреля 2014 года, общая сумма составила 40 525 долларов США, что составляет 203% от первоначальной цели. Группа поручила Робу МакКаллуму снять документальный фильм, а Марку Эглинтону помочь написать биографию.
В октябре 2016 года было объявлено, что барабанщица/вокалистка Мерседес Ландер основала новую группу sludge/doom metal под названием White Swan, которая выпустила сингл "Illuminate". Дебютный мини-альбом Anubis был выпущен 1 ноября 2016 года.
11 февраля 2017 года умерла басистка Триш Доан в возрасте 31 года.
30 августа 2017 года группа объявила, что 27 октября 2017 года выступит в своем родном городе Лондон, Онтарио, с тремя различными вариантами состава, как с нынешним составом, так и с бывшими участниками. Концерт ознаменовал запуск их юбилейного документального фильма в честь двадцатилетия. Концерт был выпущен в формате DVD 26 марта 2019 года.
30 марта 2018 года документальный фильм Kittie: Origins/Evolutions, который был снят до концерта воссоединения, был впервые выпущен на Blu-ray и DVD. Как и с концертом воссоединения, Атфилд и Маркс отказались участвовать по словам Морган Ландер.
В 2019 году Морган Ландер выразила неопределенность в отношении будущего группы, основная причина заключалась в том, что она не чувствовала себя бы правильно, возродя группу без Триш Доан. Несколько месяцев спустя было объявлено, что Ландер присоединилась к мелодичной дэт-метал-группе Karkaos в качестве их новой вокалистки.
В октябре 2020 года Мерседес Ландер заявила, что маловероятно, что группа воссоединится. Как и ее сестра, она также заявила, что ей трудно идти вперед без Доан.
Несмотря на предыдущие сомнения сестер Ландер, в январе 2022 года было объявлено, что Kittie воссоединятся, чтобы выступить на фестивале When We Were Young, который  состоялся в Лас-Вегасе 22, 23 и 29 октября. Позже группа выступила на фестивале Blue Ridge Rock.
8 сентября 2022 года. Морган Ландер заявила, что группа продолжит выступать в 2023 году.
13 мая 2023 года Kittie исполнили свою первую новую песню "Vultures" впервые за 12 лет на фестивале Sick New World в Лас-Вегасе.
19 ноября 2023 года группа подтвердила, что записывает новый альбом с продюсером Ником Раскулинчем на Sienna Studios в Нэшвилле, штат Теннесси.
13 февраля 2024 года группа официально выпустила песню и музыкальный клип «Eyes Wide Open». Consequence , Exclaim!, Metal Hammer и Revolver включили песню в список лучших песен недели.  
14 февраля 2024 год группа объявила, что подписала контракт с лейблом Sumerian Records и новый альбом выйдет 21 июня 2024 года.
21 июня 2024 года вышел седьмой студийный альбом Fire.

## Участники группы

### Текущий состав
- Морган Ландер — вокал, ритм-гитара (1996 - наши дни)
- Тара Маклеод — соло-гитара (2005 - наши дни)
- Мерседес Ландер — барабаны, вокал (1996 - наши дни)
- Ивана «Айви» Дженкинс — бас-гитара (2007-2012, 2022 - наши дни)

### Бывшие участники
- Таня Кэндлер — бас-гитара (1996-1999)
- Фэллон Боуман — бэк-вокал, соло-гитара (1996-2001)
- Талена Атфилд — бас-гитара (1999-2002)
- Дженнифер Арройо — бас-гитара (2002-2005)
- Триш Доан — бас-гитара (2005-2007, 2012-2017, умерла в 2017 году)
- Лиза Маркс — соло-гитара (2004-2005)

### Сессионные музыканты
- Джефф Филлипс — соло-гитара (2001-2004), бас-гитара (2007)

## Дискография
- Spit (2000)
- Oracle (2001)
- Until the End (2004)
- Funeral for Yesterday (2007)
- In the Black (2009)
- I've Failed You (2011)
- Fire (2024)